# Decorsella
Decorsella, biljni rod grmova ili manjeg drveća iz porodice ljubičvki, dio reda Malpighiales. Postoje dvije vrste iz zapadne tropske Afrike.
Rod je dobio ime u čast francuskog vojnog liječnika i botaničara Gastona-Julesa Decorsea (1873. – 1907.).

## Vrste
1. Decorsella arborea Jongkind
2. Decorsella paradoxa A.Chev.